# 张秀龙
张秀龙（1914年—2015年10月21日），湖北沔阳人。1930年参加中国工农红军，同年加入中国共产党。中国人民解放军将领、中国人民解放军开国少将。
1949年后，曾任中国人民解放军第二十二军军长，舟嵊要塞区政委、司令员，浙江省军区副司令员、司令员，湖北省军区副司令员、司令员，武汉军区副司令员。
1955年，授予中国人民解放军少将。第五届全国人大代表，第六届全国人大常委。
2015年10月21日18点09分，在广州军区武汉总医院去世。